# Rafał Kwietniewski
Rafał Kwietniewski (ur. 28 maja 1981 w Katowicach) – polski aktor telewizyjny i teatralny.

## Życiorys
Pochodzi z rodziny aktorów z województwa śląskiego. Ukończył szkołę podstawową nr 26 im. Romualda Traugutta w Katowicach. Absolwent Wydziału Aktorskiego we Wrocławiu Państwowej Wyższej Szkoły Teatralnej im. Ludwika Solskiego w Krakowie (2004).
Debiutował w Pułkowniku-Ptaku w sierpniu 2002 roku jako głuchoniemy Czaczo.

## Życie prywatne
Jego żoną jest aktorka Dorota Łukasiewicz-Kwietniewska. Ma z nią dwoje dzieci – córkę i syna.

## Role teatralne
- Christo Bojczew, Pułkownik-Ptak jako Czaczo (premiera 14 sierpnia 2002, Scena w Wieży Ciśnień)
- Carl Reiner, Trupi Synod jako Kardynał Ambroselli (premiera 2 listopada 2002, Scena w Wieży Ciśnień)
- Eric Bogosian, Seks, prochy i rock'n roll jako Businessman, Reżyser filmów porno (premiera 21 lutego 2003, Scena Kameralna na Głównym Panama)
- Maciej Masztalski, 1408 – seans ciszy jako Enslin (premiera 28 marca 2003, Scena Kameralna na Głównym Panama)
- Jan Ktoś, Moje Drama... jako Janusz (premiera 16 października 2003, Scena w Wieży Ciśnień)
- Maciej Masztalski, 9 jako Pointa (premiera 9 maja 2004, Scena Kameralna na Głównym Panama)
- Krzysztof Kopka, Wrocławski pociąg widm jako Schuman, Antoni (premiera 25 czerwca 2004, Scena na Głównym Wschodnie Skrzydło)
- Henri Pierre Cami, Danił Charmms, Stanisław Ignacy Witkiewicz, Da-da-du-du-wie-czór-nie-spodzianek jako Syn, Niegodziwy ojciec, Pan, Typowicz (premiera 29 sierpnia 2004, Scena w Wieży Ciśnień)
- Aleksander Wartanow, Wielkie Żarcie jako Ramazanow (premiera 22 kwietnia 2005, Scena Kameralna na Głównym Panama)

## Filmografia
Opracowano na podstawie materiału źródłowego:
- 2002: Szelest (etiuda szkolna)
- 2004: Zabawy na podwórku (spektakl telewizyjny) – Sela
- 2004: O czym są moje oczy – Grzegorz
- od 2005: Pierwsza miłość – Bartosz Miedzianowski
- 2005: Fala zbrodni – mężczyzna (odc. 33)
- 2005: Emilia
- 2005: Biuro kryminalne – Sebastian Zygula
- 2007, 2016–2019, 2021: Świat według Kiepskich –
  - uczestnik (odc. 279)
  - sekretarz (odc. 482)
  - pracownik korporacji (odc. 503)
  - kolędnik diabeł (odc. 504)
  - oficer (odc. 520)
  - mężczyzna (odc. 524)
  - dziennikarz (odc. 532)
  - policjant (odc. 545)
  - strażnik (odc. 548)
  - operator (odc. 577)
- 2007: Fala zbrodni – pracownik warsztatu samochodowego (odc. 88)
- 2012–2014: Galeria – policjant Marian
- 2012: Mechanizm obronny – sanitariusz Russel
- 2013: Śliwowica – Bartosz Miedzianowski
- 2016: Ojciec Mateusz – asesor Janusz Równy (odc. 193)
- 2016: Sprawiedliwi – Wydział Kryminalny – Tulipan
- 2018: Wieża. Jasny dzień – Andrzej, brat Muli
- 2018: Na Wspólnej – doktor Borowik (odc. 2737, 2741–2742, 2746, 2748, 2751, 2761–2762)
- 2018: Fuga – mężczyzna na boisku
- 2019: Motyw – lekarz (odc. 1)
- 2019–2020: Na dobre i na złe – Witold, urzędnik Urzędu ds. Cudzoziemców (odc. 760, 762–769)
- 2021: Sexify – ksiądz (odc. 7)
- 2023: Belfer – Tomek Zawiślak (odc. 19–20, 22, 26)